# Erwin Voellmy
Erwin Voellmy est un joueur d'échecs et un professeur de mathématiques suisse né le 9 septembre 1886 à Herzogenbuchsee et mort le 15 janvier 1951 à Bâle. 

## Biographie et carrière
Trois fois champion de Suisse (en 1911 (ex æquo), 1920 et 1922), il représenta la Suisse lors de l'Olympiade d'échecs de 1928 et de deux olympiades non officielles (appelées les « tournois olympiques ») : en 1924 et 1936 (au quatrième échiquier) et remportant la médaille de bronze par équipe lors de l'olympiade d'échecs officieuse de 1924 à Paris.
En mars 1932, il marqua 2 points sur 3 lors d'un tournoi à quatre à Berne où participait le champion du monde Alexandre Alekhine.
Il est l'auteur de nombreux livres sur les échecs et d'une table de logarithmes.